# Macchia Albanese
Macchia Albanese (em arbëreshë Makj) é uma frazione do comune de San Demetrio Corone, província de Cosenza, Itália.